# Ain't My Fault
"Ain't My Fault" is een nummer van de Zweedse zangeres Zara Larsson. Het nummer werd op 2 september 2016 uitgebracht door Record Company Ten, Epic Records en Sony Music Entertainment als de leadsingle van haar nog te verschijnen tweede studioalbum.

## Achtergrondinformatie
In een interview met Shazam vertelde Larsson het volgende over haar nummer:
Het onderwerp ben ik, waarmee ik tegen een meisje praat over haar vriend waarbij ik letterlijk haar vriend heb gestolen. Het is immers niet mijn fout dat ik beter ben dan jij. Ik heb werkelijk geen idee waarom we deze tekst zo hebben geschreven, omdat ik zoiets nooit tegen een meisje zou zeggen. We zijn juist een team!— Zara Larsson

## Hitnoteringen

### Nederlandse Top 40
| Hitnotering: 01-10-2016 t/m 10-12-2016 | Hitnotering: 01-10-2016 t/m 10-12-2016 | Hitnotering: 01-10-2016 t/m 10-12-2016 | Hitnotering: 01-10-2016 t/m 10-12-2016 | Hitnotering: 01-10-2016 t/m 10-12-2016 | Hitnotering: 01-10-2016 t/m 10-12-2016 | Hitnotering: 01-10-2016 t/m 10-12-2016 | Hitnotering: 01-10-2016 t/m 10-12-2016 | Hitnotering: 01-10-2016 t/m 10-12-2016 | Hitnotering: 01-10-2016 t/m 10-12-2016 | Hitnotering: 01-10-2016 t/m 10-12-2016 | Hitnotering: 01-10-2016 t/m 10-12-2016 | Hitnotering: 01-10-2016 t/m 10-12-2016 |
| Week:                                  | 1                                      | 2                                      | 3                                      | 4                                      | 5                                      | 6                                      | 7                                      | 8                                      | 9                                      | 10                                     | 11                                     |                                        |
| -------------------------------------- | -------------------------------------- | -------------------------------------- | -------------------------------------- | -------------------------------------- | -------------------------------------- | -------------------------------------- | -------------------------------------- | -------------------------------------- | -------------------------------------- | -------------------------------------- | -------------------------------------- | -------------------------------------- |
| Positie:                               | 39                                     | 30                                     | 27                                     | 25                                     | 22                                     | 21                                     | 24                                     | 30                                     | 32                                     | 35                                     | 40                                     | uit                                    |

### NederlandseSingle Top 100
| Hitnotering: 10-09-2016 t/m 17-12-2016 | Hitnotering: 10-09-2016 t/m 17-12-2016 | Hitnotering: 10-09-2016 t/m 17-12-2016 | Hitnotering: 10-09-2016 t/m 17-12-2016 | Hitnotering: 10-09-2016 t/m 17-12-2016 | Hitnotering: 10-09-2016 t/m 17-12-2016 | Hitnotering: 10-09-2016 t/m 17-12-2016 | Hitnotering: 10-09-2016 t/m 17-12-2016 | Hitnotering: 10-09-2016 t/m 17-12-2016 | Hitnotering: 10-09-2016 t/m 17-12-2016 | Hitnotering: 10-09-2016 t/m 17-12-2016 | Hitnotering: 10-09-2016 t/m 17-12-2016 | Hitnotering: 10-09-2016 t/m 17-12-2016 | Hitnotering: 10-09-2016 t/m 17-12-2016 | Hitnotering: 10-09-2016 t/m 17-12-2016 | Hitnotering: 10-09-2016 t/m 17-12-2016 | Hitnotering: 10-09-2016 t/m 17-12-2016 |
| Week:                                  | 1                                      | 2                                      | 3                                      | 4                                      | 5                                      | 6                                      | 7                                      | 8                                      | 9                                      | 10                                     | 11                                     | 12                                     | 13                                     | 14                                     | 15                                     |                                        |
| -------------------------------------- | -------------------------------------- | -------------------------------------- | -------------------------------------- | -------------------------------------- | -------------------------------------- | -------------------------------------- | -------------------------------------- | -------------------------------------- | -------------------------------------- | -------------------------------------- | -------------------------------------- | -------------------------------------- | -------------------------------------- | -------------------------------------- | -------------------------------------- | -------------------------------------- |
| Positie:                               | 89                                     | 64                                     | 61                                     | 48                                     | 38                                     | 31                                     | 32                                     | 29                                     | 33                                     | 28                                     | 31                                     | 30                                     | 39                                     | 44                                     | 57                                     | uit                                    |

### NederlandseMega Top 50
| Hitnotering: 08-10-2016 t/m 03-12-2016 | Hitnotering: 08-10-2016 t/m 03-12-2016 | Hitnotering: 08-10-2016 t/m 03-12-2016 | Hitnotering: 08-10-2016 t/m 03-12-2016 | Hitnotering: 08-10-2016 t/m 03-12-2016 | Hitnotering: 08-10-2016 t/m 03-12-2016 | Hitnotering: 08-10-2016 t/m 03-12-2016 | Hitnotering: 08-10-2016 t/m 03-12-2016 | Hitnotering: 08-10-2016 t/m 03-12-2016 | Hitnotering: 08-10-2016 t/m 03-12-2016 | Hitnotering: 08-10-2016 t/m 03-12-2016 |
| Week:                                  | 1                                      | 2                                      | 3                                      | 4                                      | 5                                      | 6                                      | 7                                      | 8                                      | 9                                      |                                        |
| -------------------------------------- | -------------------------------------- | -------------------------------------- | -------------------------------------- | -------------------------------------- | -------------------------------------- | -------------------------------------- | -------------------------------------- | -------------------------------------- | -------------------------------------- | -------------------------------------- |
| Positie:                               | 41                                     | 39                                     | 39                                     | 37                                     | 36                                     | 45                                     | 37                                     | 46                                     | 47                                     | uit                                    |

## Releasedata
| Land             | Releasedatum      | Formaat        | Label                          |
| ---------------- | ----------------- | -------------- | ------------------------------ |
| Wereldwijd       | 2 september 2016  | Muziekdownload | Record TEN Company, Epic, Sony |
| Verenigde Staten | 20 september 2016 | Radio          | Epic                           |